# Strupö
Strupö är en ö belägen på Sveriges ostkust mittemellan Västervik och Oskarshamn. Strupö med omnejd tillhör Misterhults skärgård. Ön har sedan 1500 varit ett fiskeläge i ytterskärgården. År 1666 blev Strupö ett lotshemman. Det är inte svårt att förstå att människor sökte sig till Strupö då det finns en naturligt mycket skyddad vik kallad Gloet. Gloet är kantad av röda sjöbodar, bakom den ligger en pittoresk by. Mark- och vattenegendomen på Strupö förvaltas av markägarna i ett byalag. Det är fritt att vandra omkring i byn, trots att det inte finns några markerade tomter. Det finns en kuperad naturstig på ca 1,8km runt ön. Själva byn saknar allmän brygga. Skärgården är ett omtyckt mål för seglare och i synnerhet de grunda delarna kan med fördel utforskas med kajak. 